# Niżnia Miedziana Przełączka
Niżnia Miedziana Przełączka (słow. Nižná medená štrbina) – przełęcz w Grani Wideł, w słowackich Tatrach Wysokich. Przełęcz oddziela Miedziany Mur od Zachodniego Szczytu Wideł. Stanowi ona najniższe zagłębienie w grani pomiędzy tym szczytem a Łomnicą.
Na siodło przełęczy nie prowadzą żadne znakowane szlaki turystyczne, jest dostępna jedynie dla taterników. Najdogodniej można ją osiągnąć od południa ze szczytu Łomnicy, trawersując Miedziany Mur od wschodu, przez górną część Łomnickiego Koryta. Inne drogi prowadzą na siodło m.in. Granią Wideł oraz z sąsiednich dolin. Przez Niżnią Miedzianą Przełączkę wiedzie najprostsza droga na Zachodni Szczyt Wideł.
Nazwa Niżniej Miedzianej Przełączki pochodzi od Miedzianych Ławek, które skośnie biegną wzdłuż północnej ściany Łomnicy i Grani Wideł, po stronie Miedzianej Kotliny.

## Historia
Pierwsze wejścia:
- Karol Englisch, 17 sierpnia 1903 r. – letnie,
- Gerhard Haffner, Alfred Schmidt i Matthias Nitsch, 20 kwietnia 1935 r. – zimowe, przy przejściu granią[2].

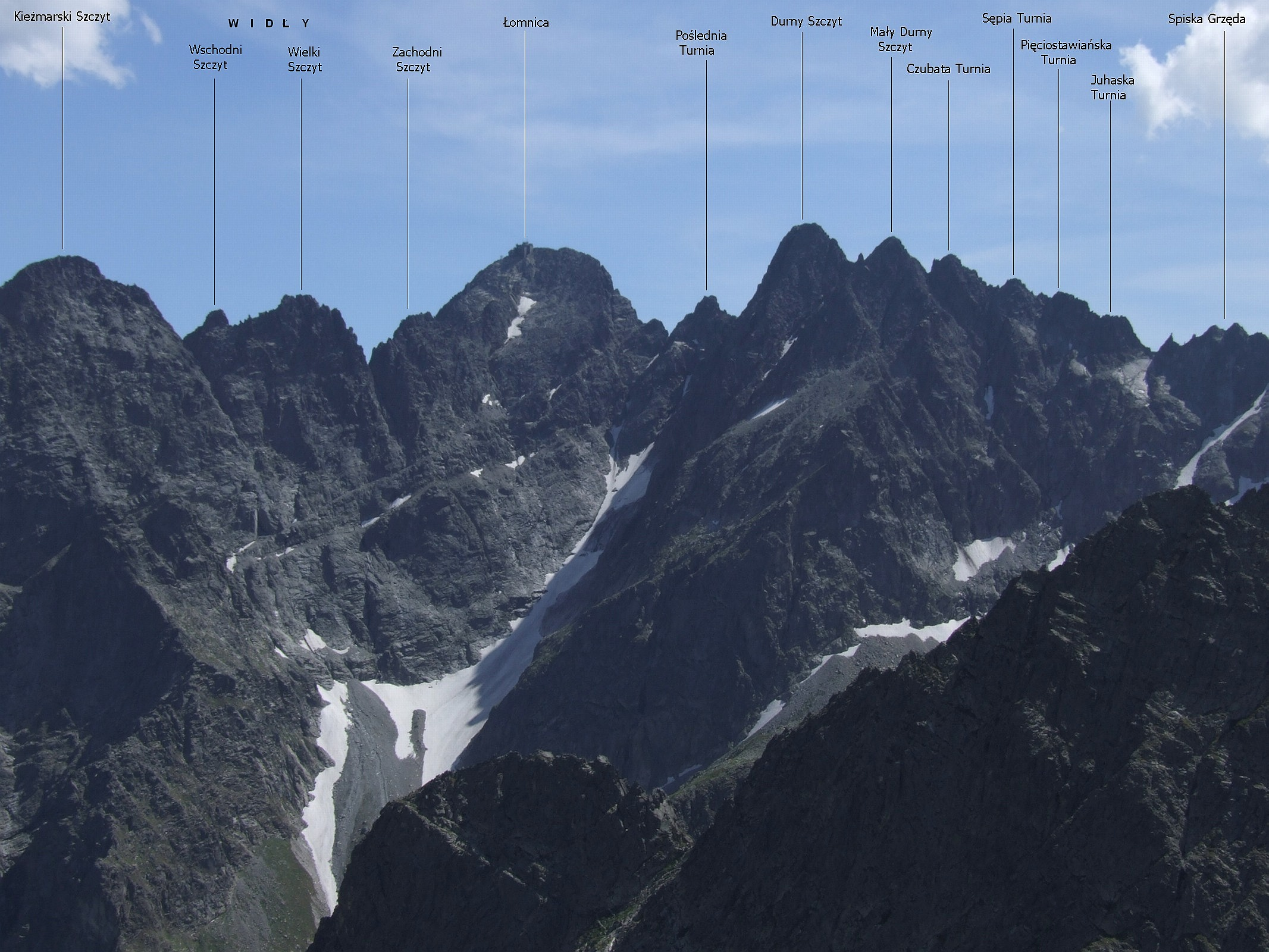
Widok od północnej strony